# Ngawun
Ngawun is een bestuurslaag in het regentschap Tuban van de provincie Oost-Java, Indonesië. Ngawun telt 1966 inwoners (volkstelling 2010).